# دهستان ادیمی
دهستان ادیمی، یکی از دهستان‌های بخش مرکزی شهرستان نیمروز در استان سیستان و بلوچستان ایران است. مرکز این دهستان، شهر ادیمی است.

## جمعیت
بر پایه سرشماری عمومی نفوس و مسکن در سال ۱۳۹۵، جمعیت دهستان ادیمی برابر با ۱۷٬۷۴۵ نفر بوده‌است.